# Limnia georgiae
Limnia georgiae är en tvåvingeart som beskrevs av Axel Leonard Melander 1920. Limnia georgiae ingår i släktet Limnia och familjen kärrflugor. Inga underarter finns listade i Catalogue of Life.